# Ricoh Open 2017 - Qualificazioni singolare femminile
Le qualificazioni del singolare del Ricoh Open 2017 sono state un torneo di tennis preliminare per accedere alla fase finale della manifestazione. Le vincitrici dell'ultimo turno sono entrate di diritto nel tabellone principale. In caso di ritiro di una o più giocatrici aventi diritto a queste sono subentrate le lucky loser, ossia le giocatrici che hanno perso nell'ultimo turno ma che avevano una classifica più alta rispetto alle altre partecipanti che avevano comunque perso nel turno finale.

## Teste di serie
1. Tamara Korpatsch (qualificata)
2. Asia Muhammad (ultimo turno, Lucky loser)
3. Jamie Loeb (primo turno)
4. Tereza Smitková (primo turno)
5. Antonia Lottner (qualificata)
6. Kathinka von Deichmann (primo turno)

1. Miyu Katō (qualificata)
2. Fanny Stollár (primo turno)
3. Amra Sadiković (ultimo turno)
4. Jacqueline Cako (ultimo turno)
5. Katharina Hobgarski (primo turno)
6. Karolína Muchová (ultimo turno)

## Qualificate
1. Tamara Korpatsch
2. Petra Krejsová
3. Miyu Katō

1. Andrea Hlaváčková
2. Antonia Lottner
3. Cornelia Lister

### Lucky loser
1. Asia Muhammad

## Tabellone

### Legenda
| - Q = Qualificato - WC = Wild card - LL = Lucky loser | - ALT = Alternate - SE = Special Exempt - PR = Protected Ranking | - w/o = Walkover - r = Ritirato - d = Squalificato |

### Sezione 1
|  | 1º turno | 1º turno             | 1º turno        | 1º turno | 1º turno |  |  | 2º turno         | 2º turno         | 2º turno         | 2º turno | 2º turno |  |
|  |          |                      |                 |          |          |  |  |                  |                  |                  |          |          |  |
|  | 1        | Tamara Korpatsch     | 7               | 5        | 7        |  |  |                  |                  |                  |          |          |  |
|  |          | Sviatlana Pirazhenka | 5               | 7        | 68       |  |  | Tamara Korpatsch | Tamara Korpatsch | Tamara Korpatsch | 7        | 6        |  |
|  | WC       | Lara Salden          | Lara Salden     | 5        | 2        |  |  | Jacqueline Cako  | Jacqueline Cako  | Jacqueline Cako  | 64       | 3        |  |
|  | 10       | Jacqueline Cako      | Jacqueline Cako | 7        | 6        |  |  |                  |                  |                  |          |          |  |

### Sezione 2
|  | 1º turno | 1º turno            | 1º turno         | 1º turno | 1º turno |  |  | 2º turno       | 2º turno       | 2º turno       | 2º turno | 2º turno |  |
|  |          |                     |                  |          |          |  |  |                |                |                |          |          |  |
|  | 2        | Asia Muhammad       | Asia Muhammad    | 7        | 6        |  |  |                |                |                |          |          |  |
|  |          | Marina Melnikova    | Marina Melnikova | 5        | 3        |  |  | Asia Muhammad  | Asia Muhammad  | Asia Muhammad  | 4        | 2        |  |
|  |          | Petra Krejsová      | 3                | 6        | 6        |  |  | Petra Krejsová | Petra Krejsová | Petra Krejsová | 6        | 6        |  |
|  | 11       | Katharina Hobgarski | 6                | 3        | 2        |  |  |                |                |                |          |          |  |

### Sezione 3
|  | 1º turno | 1º turno         | 1º turno         | 1º turno | 1º turno |  |  | 2º turno         | 2º turno         | 2º turno         | 2º turno | 2º turno |  |
|  |          |                  |                  |          |          |  |  |                  |                  |                  |          |          |  |
|  | 3        | Jamie Loeb       | Jamie Loeb       | 5        | 1        |  |  |                  |                  |                  |          |          |  |
|  |          | Ljudmyla Kičenok | Ljudmyla Kičenok | 7        | 6        |  |  | Ljudmyla Kičenok | Ljudmyla Kičenok | Ljudmyla Kičenok | 62       | 3        |  |
|  |          | Jessica Moore    | Jessica Moore    | 4        | 4        |  |  | Miyu Katō        | Miyu Katō        | Miyu Katō        | 7        | 6        |  |
|  | 7        | Miyu Katō        | Miyu Katō        | 6        | 6        |  |  |                  |                  |                  |          |          |  |

### Sezione 4
|  | 1º turno | 1º turno          | 1º turno         | 1º turno | 1º turno |  |  | 2º turno          | 2º turno          | 2º turno          | 2º turno | 2º turno |  |
|  |          |                   |                  |          |          |  |  |                   |                   |                   |          |          |  |
|  | 4        | Tereza Smitková   | 3                | 6        | 5        |  |  |                   |                   |                   |          |          |  |
|  |          | Andrea Hlaváčková | 6                | 4        | 7        |  |  | Andrea Hlaváčková | Andrea Hlaváčková | Andrea Hlaváčková | 6        | 7        |  |
|  | WC       | Merel Hoedt       | Merel Hoedt      | 2        | 4        |  |  | Karolína Muchová  | Karolína Muchová  | Karolína Muchová  | 4        | 65       |  |
|  | 12       | Karolína Muchová  | Karolína Muchová | 6        | 6        |  |  |                   |                   |                   |          |          |  |

### Sezione 5
|  | 1º turno | 1º turno        | 1º turno        | 1º turno | 1º turno |  |  | 2º turno        | 2º turno        | 2º turno        | 2º turno | 2º turno |  |
|  |          |                 |                 |          |          |  |  |                 |                 |                 |          |          |  |
|  | 5        | Antonia Lottner | Antonia Lottner | 7        | 6        |  |  |                 |                 |                 |          |          |  |
|  | WC       | Erika Vogelsang | Erika Vogelsang | 6        | 1        |  |  | Antonia Lottner | Antonia Lottner | Antonia Lottner | 6        | 6        |  |
|  | WC       | Kelly Versteeg  | 2               | 6        | 1        |  |  | Amra Sadiković  | Amra Sadiković  | Amra Sadiković  | 2        | 2        |  |
|  | 9        | Amra Sadiković  | 6               | 4        | 6        |  |  |                 |                 |                 |          |          |  |

### Sezione 6
|  | 1º turno | 1º turno                | 1º turno               | 1º turno | 1º turno |  |  | 2º turno                | 2º turno                | 2º turno                | 2º turno | 2º turno |  |
|  |          |                         |                        |          |          |  |  |                         |                         |                         |          |          |  |
|  | 6        | Kathinka von Deichmann  | Kathinka von Deichmann | 4        | 4        |  |  |                         |                         |                         |          |          |  |
|  | Alt      | Cornelia Lister         | Cornelia Lister        | 6        | 6        |  |  | Cornelia Lister         | Cornelia Lister         | Cornelia Lister         | 6        | 6        |  |
|  |          | Varatchaya Wongteanchai | 6                      | 1        | 6        |  |  | Varatchaya Wongteanchai | Varatchaya Wongteanchai | Varatchaya Wongteanchai | 3        | 0        |  |
|  | 8        | Fanny Stollár           | 3                      | 6        | 4        |  |  |                         |                         |                         |          |          |  |